# 10538 Torode
10538 Torode è un asteroide della fascia principale. Scoperto nel 1991, presenta un'orbita caratterizzata da un semiasse maggiore pari a 2,1548032 UA e da un'eccentricità di 0,1522815, inclinata di 0,29259° rispetto all'eclittica.